# Зеленогір'я
Зеленогі́р'я (до 1944 року — Арпат, крим. Arpat) — село в Україні, у складі Ялтинського району Автономної Республіки Крим.

## Опис
Старовинне село розташоване в гірській місцевості в 8 кілометрах від узбережжя, між Алуштою і Судаком.
Село знаходиться в долині річки Арпат, Головної гряди Кримських гір, у місці впадання двох приток — Пананьян-Узень справа і Кушень-Узень зліва.
Слово «Арпат» має кілька варіантів перекладу — «розорення», «ячмінь».
На околиці, в урочищі Панагія, знаходиться гірське озеро з підводними джерелами. Вздовж каньйону річки Пананьян-Узень можна піднятися «Стежкою амазонок» до Арпатського водоспаду (10 метрів) з «Ванною кохання».

## Історія
Існує з часів середньовіччя, до середини XX століття називалося Арпат.
Станом на 1886 у селі Арпат Таракташської волості Феодосійського повіту Таврійської губернії мешкало 324 особи, налічувалось 71 дворове господарство, існували мечеть та лавка.
За переписом 1897 року кількість мешканців зросла до 835 осіб (417 чоловічої статі та 418 — жіночої), з яких , 835 — магометанської.

## Населення
За даними перепису населення 2001 року, у селищі мешкала 281 особа. Мовний склад населення села був таким:
| Мова              | Число ос. | Відсоток |
| ----------------- | --------- | -------- |
| українська        | 31        | 11,03    |
| російська         | 143       | 50,89    |
| кримськотатарська | 106       | 37,72    |

## Водоспад
На північ від села Зеленогір'я, в урочищі Панагія на річці Пананьян-Узень (у перекладі — «свята річка») знаходиться Арпатський водоспад.
До водоспаду по ущелині веде стежка з містками та сходинками в каменях. Висота водоспаду близько 10 м. Він впадає в ще одну місцеву визначну пам'ятку — Ванну Любові. Під водоспадом знаходяться 10-15 порогів.